# 東京帽子
東京帽子（とうきょうぼうし）は、1892年（明治25年）に西洋帽子の国産化を目的に創業した日本の製帽企業。日本製帽の後身、オーベクスの前身。

## 概要
断髪令発令後、西洋式の帽子の需要が高まったことから、三井物産の益田孝が国産化を計り、渋沢栄一らが出資して1887年、東京府小石川村氷川下（現・文京区氷川下）に「有限責任日本製帽会社」を設立し、イギリスから製帽技師ナサニエル・ウートンを招いて山高帽の製造を始めたが、失火による工場焼失などもあって売り上げが延びず、1892年に解散した。ウートンと輸入業務等担当に雇った米国人も帰国させた。
同年12月に、日本製帽の権利義務一切を継承するかたちで、改めて「東京帽子株式会社」が設立され、渋沢のほか、馬越恭平、喜谷市郎右衛門（売薬商）らが投資し、渋沢が取締役会長、益田克徳らが取締役に就任した。1985年にオーベクスに社名変更し、2007年に帽子事業をオーロラ（1993年創業）に譲渡。

## 沿革
- 1889年 - 有限責任日本製帽会社設立
- 1892年 - 東京帽子株式会社を設立
- 1895年 - 益田克徳、製帽事業調査と新機械購入のため欧米出張
- 1896年 - ファーボデー機着荷、試運転開始
- 1901年 - 浜谷帽子、帝国製帽、明治製帽、大阪帽子など新規参入増加により競争が激化し、相場が下落し、生産調整に入る。
- 1903年 - 内国勧業博覧会にて帽子の一等賞となる。
- 1907年 - 東京勧業博覧会にて名誉銀碑受賞。
- 1908年 - 明治製帽(本所区柳島）買収。
- 1909年 - 渋沢栄一取締役会長辞任。
- 1911年 - 馬越恭平取締役会長就任。
- 1914年 - 岩井商店に代理店業務を任せる。東京大正博覧会にて名誉大賞受賞。
- 1916年 - 本社を本所区柳島元町へ移転。
- 1918年 - 大阪府東成郡生野村に大阪分工場建設。
- 1923年 - 関東大震災で本所工場の大半を焼失。。
- 1926年 - 日本産業協会より製帽事業、功績表彰を受ける。
- 1927年 - 金融恐慌起こり、市況悪化。
- 1928年 - 投げ売り続出により価格下落し、同業者による生産調節の申し合わせ
- 1929年 - 労働争議によりストライキ突入。
- 1930年 - 昭和天皇に中折れ帽子を献上
- 1934年 - 軍需品受注増える。
- 1994年 - 満州帝国皇帝にシルクハット、ベロアー中折れ帽子を献上
- 1938年 - 機関誌「東京ハット」発行。

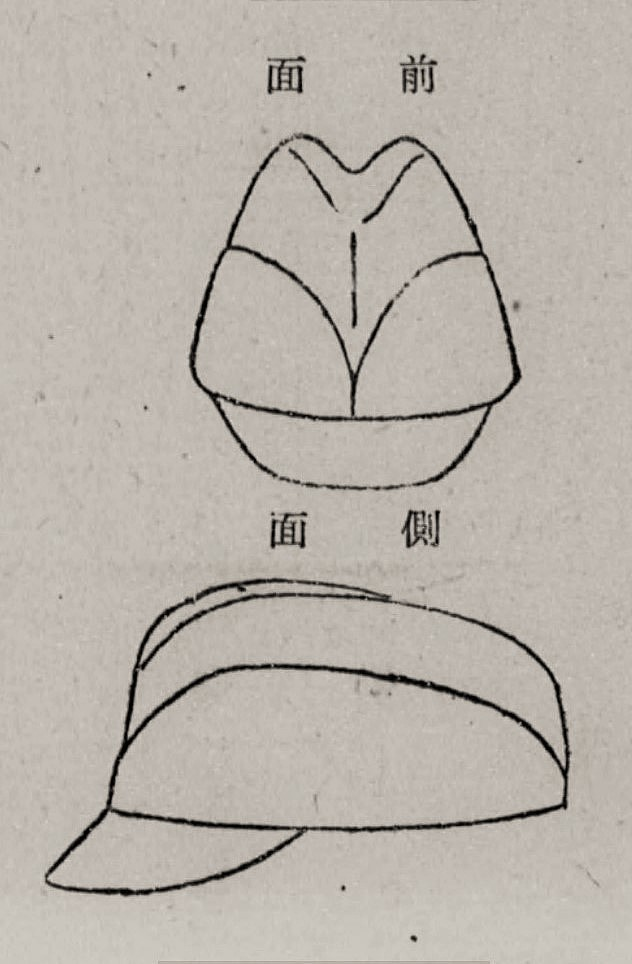
国民帽

- 1940年 - 東京帽子販売株式会社設立。国民服令の発令により国民帽製造始まる。
- 1941年 -  今村信吉（今村繁三の弟）取締役社長就任。陸海軍両省へ国防献金。
- 1944年 - 軍命により東邦製帽と合併
- 1945年 - 東京大空襲などで全工場焼失
- 1946年 - 縫製工場竣工、羽布ピケ帽の製造開始
- 1947年 - 本社を日本橋堀留へ移転
- 1949年 - 東京証券取引所に株式を上場
- 1950年 - 米国向けファー婦人帽体積み出し
- 1951年 - パナマ帽製造開始
- 1952年 - 米国ステットソン社と技術援助契約し、ステットソン・ハット発売開始。販売機関として墨田商事を設立
- 1955年 - フェルト帽の販売急減し、布帛帽子、強化プラスチック製(FRP)安全帽の製造開始
- 1955年 - テクノ製品の第一号として給油用フェルトパッキン製造販売開始。
- 1958年 - シャツ製造、マーキングペン用フェルトペン先生産開始
- 1960年 - 1960年ローマオリンピック日本選手団帽子を製造
- 1985年 - 「オーベクス」へ改称
- 2007年 - 帽子事業をオーロラへ譲渡